# MIRAI (GARNiDELiAの曲)
「MIRAI」（ミライ）は、GARNiDELiAの4枚目シングル。2015年5月13日にDefSTAR Recordsからリリースされた。

## 概要
GARNiDELiAとしては、前作「BLAZING」以来、通算4枚目のシングル。表題曲「MIRAI」は、テレビアニメ『ガンスリンガーストラトス』のエンディングテーマとなっている。また、カップリングの「pledge」も同アニメの挿入歌である。
CDの販売形態は、通常盤、初回生産限定盤、期間生産限定盤の3形態で、初回生産限定盤、期間生産限定盤には、それぞれ、ミュージックビデオや同アニメのノンクレジットエンディング映像を収録したDVDが付属する。

## 収録曲
(作詞：MARiA、作曲/編曲：toku)

### 通常盤・初回生産限定盤
1. MIRAI
2. PiNK CAT
3. pledge
4. MIRAI (Instrumental)

DVD（初回生産限定盤のみ）
1. MIRAI (Music Video)
2. PRIDE (Music Video)

### 期間生産限定盤
1. MIRAI
2. PiNK CAT
3. pledge
4. MIRAI (Instrumental)
5. MIRAI (TV Size)

DVD
1. テレビアニメ『ガンスリンガーストラトス』ノンクレジットエンディング